# 애플 시네마 디스플레이
애플 시네마 디스플레이(Apple Cinema Display)는 애플사가 만든 와이드스크린 평판 모니터의 하나이다. 애플은 초기에 파워맥 G4와 더불어 1999년 11월에 22인치 애플 시네마 디스플레이를 소개하였다. 이 디스플레이는 DVI를 사용하였다.
애플은 2000년 7월에 시네마 디스플레이를 업그레이드하여 DVI, USB, 또 단일 ADC 단자를 통한 25 볼트 전력을 사용할 수 있게 했다. 2002년 3월에 애플은 22인치 모델을 풀 1080p 해상도를 지원하는 23인치 모델로 바꾸었으며 "시네마 디스플레이 HD"를 다시 나타내 주었다. 2004년 6월에 애플은 시네마 디스플레이를 알루미늄 케이스로 완전히 다시 설계하여 30인치 시네마 디스플레이 HD를 최고의 모델로 소개하였다. 그 뒤에 나온 모델들은 현재의 아이맥 스탠드와 비슷한 디자인의 알루미늄 스탠드를 채용하였다. 20인치, 23인치, 30인치 모델로 출시되었다.
애플 컴퓨터와 함께 구동할 수 있지만 20인치와 23인치 모델들은 DVI 출력을 지원하는 다른 개인용 컴퓨터와 완전히 호환된다. 30인치 모델의 경우 듀얼 링크 DVI를 지원하는 그래픽 카드가 장착되어 있어야 한다. (이는 다른 회사의 30인치 모델에서도 마찬가지이다) 현재 LG 필립스는 시네마 디스플레이에 쓰이는 LCD 패널을 생산한다.

## 모델
| 도입일      | 생산 중단일 | 인치                | 화소      | PPI    | 틀                               | 모델 번호 | 플러그              | 이름                       | 전력 소비량                           | 응답 속도 |
| ----------- | ----------- | ------------------- | --------- | ------ | -------------------------------- | --------- | ------------------- | -------------------------- | ------------------------------------- | --------- |
| 1999년 11월 | 2000년 7월  | 22                  | 1600x1024 | 86.35  | 폴리카보네이트                   | M5662     | DVI-D               | 애플 시네마 디스플레이     | 62-77W                                | ?         |
| 2000년 7월  | 2003년 1월  | 22                  | 1600x1024 | 86.35  | 폴리카보네이트                   | M8149     | ADC                 | 애플 시네마 디스플레이     | 62-77W                                | ?         |
| 2002년 3월  | 2004년 6월  | 23                  | 1920x1200 | 98.44  | 폴리카보네이트                   | M8536     | ADC                 | 애플 시네마 디스플레이 HD  | 70W                                   | ?         |
| 2003년 1월  | 2004년 6월  | 20                  | 1680x1050 | 99.06  | 폴리카보네이트                   | A1038     | ADC                 | 애플 시네마 디스플레이     | 60W                                   | 16 ms     |
| 2004년 6월  | --          | 20                  | 1680x1050 | 99.06  | 알루미늄                         | A1081     | DVI-D               | 애플 시네마 디스플레이     | 65W                                   | 14 ms     |
| 2004년 6월  | --          | 23                  | 1920x1200 | 98.44  | 알루미늄                         | A1082     | DVI-D               | 애플 시네마 HD 디스플레이  | 90W                                   | 14 ms     |
| 2004년 6월  | --          | 30 (29.7 시청 가능) | 2560x1600 | 101.65 | 알루미늄                         | A1083     | 듀얼 링크 DVI-D     | 애플 시네마 HD 디스플레이  | 150W                                  | 14 ms     |
| 2008년 10월 | --          | 24                  | 1920x1200 | 94.3   | 유리 전면 덮개를 포함한 알루미늄 | A1267     | 미니 디스플레이포트 | 애플 LED 시네마 디스플레이 | 최대 212W (맥북 프로를 충전하는 동안) | 14 ms     |

## 같이 보기
- 애플 디스플레이